# Hohenzollern Typ Leverkusen
Die normalspurigen Tenderlokomotiven vom Typ Hohenzollern Typ Leverkusen waren Dampflokomotiven für den Rangier- und Werkbahnbetrieb und wurden vom Hersteller Hohenzollern von 1913 bis 1929 für verschiedene Werk- und Privatbahnen in großer Stückzahl gebaut. Es sind 67 Lokomotiven bekannt, unter ihnen waren sechs Lokomotiven, die bei den Nederlandse Spoorwegen (NS) verkehrten. Sie wurden in zwei Varianten, Leverkusen I bzw. Leverkusen II gebaut, letztgenannte hatte eine größere Leistung und war niedriger.
Die Lokomotiven wurden bis Anfang der 1970er Jahre eingesetzt. Die Lokomotive mit der Fabriknummer 4286 ging nach der Außerdienststellung 1973 in die Schweiz und ist heute (2021) bei einem Verein in Ramsen erhalten, die Lokomotive mit der Fabriknummer 4578 steht am Emschertal-Museum in Herne.

## Geschichte und Einsatz

### Nederlandse Spoorwegen 8607–8612
Die ältesten bekannten Lokomotiven der Reihe stammen aus dem Jahr 1913 und wurden an die Maatschappij tot Exploitatie van Staatsspoorwegen (SS) mit den Fabriknummern 3151–3152 geliefert. 1914 wurden weitere vier Lokomotiven geliefert (3153–3156). 1921 gelangten die Maschinen an die Staatsbahn Nederlandse Spoorwegen (NS) und erhielten dort die Betriebsnummern 8607–8612.
Die 8607 wurde 1947 außer Dienst gestellt, die 8608 bis 8610 1947 an Koninklijke Hoogovens in IJmuiden verkauft. Die 8611 folgte 1950 und die 8612 1952. Zwischen 1956 und 1959 wurden alle Lokomotiven ausgemustert.

### BASF 59–61
An die BASF wurden drei Lokomotiven der Bauform Leverkusen I geliefert, die die Bezeichnungen 59–61 trugen. Alle drei Lokomotiven wurden im Werk Ludwigshafen bis 1952 verwendet. Während die BASF 59 und BASF 61 nach 1952 ausgemustert wurden, wurde die BASF 60 bei verschiedenen Werken im Braunkohlebergbau in Neurath, Köln und Weisweiler weiterbeschäftigt. Im Werk in Weisweiler wurde sie 1971 als letzte Lok der Bauform I außer Dienst gestellt. Ein Privatmann aus der Schweiz erwarb die Lokomotive. Sie wurde zuerst als Denkmal in Schlieren aufgestellt und kam 1981 nach Arth-Goldau, wobei sie ihren Beinamen Muni erhielt. 2002 übernahm sie der Verein zur Erhaltung der Dampflok Muni in Ramsen und wurde betriebsfähig aufgearbeitet.

### Köln-Neuessener Bergwerksverein
Vier Lokomotiven der Bauform Leverkusen II wurden unter den Fabriknummern Hohenzollern 4355, 4455, 4577 und 4578 1924 bis 1929 an den Köln-Neuessener Bergwerksverein in Essen geliefert. Die Lokomotiven waren bei verschiedenen Zechenbahnen und der Montanindustrie in Nordrhein-Westfalen im Einsatz und waren bei ihrer Ausmusterung im Jahr 1972 eine der letzten betriebsfähigen Lokomotiven der Bauart Leverkusen. Die Lokomotive mit der Fabriknummer 4578 blieb erhalten und wurde vor dem SOS-Kinderdorf in Materborn aufgestellt. 1988 wurde die Lok zum Emschertal-Museum in Herne aufgestellt.

### Zeche Centrum
Auf der Werkbahn der Zeche Centrum in Wattenscheid verkehrte die Fabriknummer 3334 aus dem Jahr 1916 in der Bauform Leverkusen I. Die war zuvor unter der Nummer XII auf der Zeche Prosper im Einsatz. 1940 kam sie nach Wattenscheid. Wann sie ausgemustert wurde, ist nicht bekannt.

## Konstruktion
Die Bauart Leverkusen II war gedrungener gestaltet als die Leverkusen I, besaß ein flacheres Führerhaus und einen kürzeren Dampfdom. Der Schornstein der Bauart Leverkusen II war zweigeteilt.
Die Lokomotiven besaßen ein Triebwerk, das der preußischen T 3 ähnlich war. Sie hatten Heusinger-Steuerung und speziell gestaltete Schieberkästen mit waagerecht angeordneten Flachschiebern. Die Bauart Leverkusen I besaß ein Führerhaus mit ellipsenförmigen Stirnscheibenfenstern, die Bauart Leverkusen II runde Scheiben.
Der Blechrahmen besaß einen eingebauten Wasserkasten. Zusätzlich waren seitliche äußere Wasserkästen vorhanden. Der Kohlevorrat befand sich hinter dem Führerhaus. Der zweite Radsatz der Lok war der Treibradsatz. Die Zylinder waren waagerecht angeordnet. Der Kessel lag frei über dem Rahmen, ein besonderes Merkmal war die Halterung der Rauchkammer. Der vordere Langkesselschuss trug den Dampfdom, der hintere den Sandkasten, er war eckig mit Abrundungen. Der Dampfdom war bei den ersten Lokomotiven zylinderförmig mit einem langen melonenförmigen Abschluss, später wurde der obere Abschluss mehr abgeflacht.
Vor dem Führerhaus befanden sich auf dem Kesselscheitel ein Sicherheitsventil der Bauart Ramsbotton. Die Lokomotiven besaßen eine Druckluftbremse Bauart Knorr und eine Wurfhebelbremse. Der handbetätigte Sandstreuer sandete den Treibradsatz von vorn und hinten. Zur Signalgebung dienten eine auf dem Führerhausdach angebrachte Dampfpfeife und ein Läutewerk vor dem Schornstein. Ursprünglich besaßen sie als Beleuchtung eine Petroleumbeleuchtung, nach dem Zweiten Weltkrieg erhielten die Lokomotiven elektrische Beleuchtung mit einem Turbogenerator.